# Олександр Єрмолінський
Олександр Павлович Єрмолінський (нар. 11 листопада 1959) — українсько-ісландський баскетбольний тренер і колишній баскетболіст. З 2010 по 2021 рік був помічником тренера «Надії Оренбург». Виступав за збірну Радянського Союзу з баскетболу та збірну Ісландії з баскетболу.

## Раннє життя
Єрмолінський народився у Вологді в Радянському Союзі.

## Ігрова кар'єра
Після двох сезонів гри за «Гонвед», де він виграв Кубок Угорщини в 1991 році, Єрмолінський приєднався до «Скаллагрімура» з ісландського «Урвалсдейлд Карла» в 1992 році .
Ермолінський приєднався до «Гріндавіка» в 1999 році та допоміг клубу виграти Кубок Ісландії з баскетболу в 2000 році.

## Кар'єра в збірній
На початку кар'єри Єрмолінський виступав за збірну Радянського Союзу з баскетболу. У 1997 році він отримав громадянство Ісландії , а згодом його було обрано до національної збірної Ісландії, яка виграла бронзу на Іграх малих держав Європи 1997 року. Всього за Ісландію Єрмолінський провів 6 ігор.

## Особисте життя
Молодший син Єрмолінського, Павло Єрмолінський, грає за KR, в Úrvalsdeild karla, і є членом збірної Ісландії з баскетболу. Його старший син Андрій  зіграв дві гри в Úrvalsdeild karla за Körfuknattleiksfélag ÍA протягом сезону 1998-1999.

## Зовнішні посилання
- Статистика Олександра Ермолінського Урвальсдейлда на kki.is
- Олександр Єрмолінський на fibaeurope.com